# 毛里西奥·多斯桑扎斯·西门托
毛里西奥·多斯桑托斯·西门托（Maurício dos Santos Nascimento，1988年8月20日—），是一名巴西职业足球运动员，司职后卫。目前效力马来西亚足球超级联赛俱乐部柔佛DT。

## 俱乐部生涯
毛里西奥出生于圣保罗，在2003年加入帕尔梅拉斯青训队，并于2007年在帕尔梅拉斯B队租借至巴西雷加塔斯正式在职业联赛登场，于2008年回归母队帕尔梅拉斯。2009年毛里西奥因与队友在训练场吵架，一天后俱乐部正式开除他，在2010年至2012年期间毛里西奥被外借至格雷米奥、葡萄牙人竞技、维多利亚体育俱乐部和若因维利体育，2015年1月5日，毛里西奥正式转会加入利斯菲体育。
旅欧时期
2013年7月4日毛里西奥正式展开旅欧生涯，与葡萄牙超级足球联赛俱乐部葡萄牙体育会签下5年合约。他在2013年8月18日迎来葡萄牙超级联赛处子秀，并帮助葡萄牙体育会取得胜利，在比赛中的第30分钟在队友发出的角球毛里西奥成功接著打进联赛处子球。
2015年1月毛里西奥以租借的身份加盟意大利甲级足球联赛的劲旅拉齐奥，在2015年6月拉齐奥同意以260欧元买断毛里西奥，在2017年被租借至莫斯科斯巴达及2018年租借至华沙军团。于2018年10月18日拉齐奥正式宣布毛里西奥将在2019年冬季转会窗离队。
转战亚洲
在拉齐奥宣布毛里西奥离队后的5天后，毛里西奥与马来西亚超级足球联赛豪门柔佛DT签下合约，将在2019年冬季转会窗加盟该队。

## 荣誉

### 球队
帕尔梅拉斯
- 巴西圣保罗州联赛2008年冠军

葡萄牙体育会
- 葡萄牙杯2014–2015年冠军

莫斯科斯巴达
- 俄罗斯超级足球联赛2016–2017年冠军

华沙军团
- 波兰足球甲级联赛2017–2018年冠军
- 波兰杯2017–2018年冠军

柔佛DT
- 马来西亚杯2019年冠军
- 马来西亚超级足球联赛2019年冠军
- 马来西亚慈善盾2019年、2020年冠军

### 个人
2020年度比赛人物马来西亚慈善盾2020年